# Gina Valentina
Gina Valentina (Río de Janeiro, 18 de febrero de 1997) es una actriz pornográfica brasileña afincada en Estados Unidos.

## Biografía
Gina Valentina, nombre artístico de Victoria Celeste Carvalho, nació en febrero de 1997 en la ciudad de Río de Janeiro, en Brasil. No se sabe mucho acerca de su biografía antes de 2015, cuando a los 18 años decide entrar en la industria pornográfica.
Como actriz ha trabajado para estudios como Kick Ass, Brazzers, Burning Angel, New Sensations, Digital Sin, Lethal Hardcore, Evil Angel, Forbidden Fruits Films, Vixen, Tushy, Devil's Film, Pure Taboo, Wicked, Bang Bros, 3rd Degree o Girlfriends Films.
En 2017 fue nominada en los Premios AVN y XBIZ en la categoría de Mejor actriz revelación. Así mismo, recibió otras cuatro nominaciones en los AVN, de las que destacaron las de Mejor escena de sexo lésbico por Lesbian Border Crossings, Mejor escena de sexo chico/chica por Teen Sex Dolls 2 y Mejor escena de sexo en realidad virtual por Tailgate Tag Team.
En agosto de 2017 fue elegida Penthouse Pets de la revista Penthouse. Posteriormente fue elegida Pet of the Year en 2018.
Hasta la actualidad, ha grabado más de 890 películas como actriz.
Algunas películas de su filmografía son Barefoot Confidential 90, Corrupt School Girls 13, Cute Little Babysitter 6, Disciplined Teens 3, Little Princess, My Sister Swallows 2, Seduced By Mommy 13, Toni's Fucklist 2 o Young Tight Sluts 2.

## Premios y nominaciones
| Año  | Ceremonia    | Resultado | Premio                                               | Trabajo                             |
| ---- | ------------ | --------- | ---------------------------------------------------- | ----------------------------------- |
| 2017 | Premios AVN  | Nominada  | Mejor actriz revelación                              | —                                   |
| 2017 | Premios AVN  | Nominada  | Mejor escena de sexo lésbico                         | Lesbian Border Crossings            |
| 2017 | Premios AVN  | Nominada  | Mejor escena de sexo chico/chica                     | Teen Sex Dolls 2                    |
| 2017 | Premios AVN  | Nominada  | Mejor escena de sexo en realidad virtual             | Tailgate Tag Team                   |
| 2017 | Premios AVN  | Nominada  | Premio fan: Debutante más caliente                   | —                                   |
| 2017 | Premios XBIZ | Nominada  | Mejor actriz revelación                              | —                                   |
| 2018 | Premios AVN  | Nominada  | Artista femenina del año                             | —                                   |
| 2018 | Premios AVN  | Nominada  | Mejor escena de sexo lésbico                         | Lesbian Schoolgirls                 |
| 2018 | Premios AVN  | Nominada  | Mejor escena de sexo lésbico en grupo                | Villain                             |
| 2018 | Premios AVN  | Nominada  | Mejor escena de trío M-H-M                           | Make It 3                           |
| 2018 | Premios AVN  | Nominada  | Mejor escena de sexo en realidad virtual             | Santa's Wankzshop                   |
| 2018 | Premios AVN  | Nominada  | Mejor escena de sexo oral                            | Fill My Throat                      |
| 2018 | Premios AVN  | Nominada  | Premio fan: Artista femenina favorita                | —                                   |
| 2018 | Premios XBIZ | Nominada  | Mejor escena de sexo en película gonzo               | Ripe 3                              |
| 2018 | Premios XBIZ | Nominada  | Mejor escena de sexo en película tabú                | Stepdad Seduction 3                 |
| 2018 | Premios XRCO | Nominada  | Orgasmic Oralist                                     | —                                   |
| 2019 | Premios AVN  | Nominada  | Artista femenina del año                             | —                                   |
| 2019 | Premios AVN  | Nominada  | Mejor actriz en mediometraje                         | Don’t Talk to Strangers             |
| 2019 | Premios AVN  | Nominada  | Mejor actuación solo / tease                         | I Screw Girls                       |
| 2019 | Premios AVN  | Nominada  | Mejor escena de sexo anal                            | Pretty Little Sluts                 |
| 2019 | Premios AVN  | Nominada  | Mejor escena de sexo en grupo                        | Xander's World Tour                 |
| 2019 | Premios AVN  | Nominada  | Mejor escena de sexo lésbico                         | I Screw Girls                       |
| 2019 | Premios AVN  | Nominada  | Mejor escena de sexo lésbico en grupo                | Notebook Confessions                |
| 2019 | Premios AVN  | Nominada  | Mejor escena de sexo oral                            | Massive Swallow                     |
| 2019 | Premios AVN  | Nominada  | Mejor escena de trío M-H-M                           | Slut Puppies 12                     |
| 2019 | Premios AVN  | Nominada  | Mejor escena de sexo en realidad virtual             | Christmas Bonus                     |
| 2019 | Premios AVN  | Nominada  | Premio fan: Artista femenina favorita                | —                                   |
| 2019 | Premios XBIZ | Nominada  | Artista femenina del año                             | —                                   |
| 2019 | Premios XBIZ | Nominada  | Mejor escena de sexo en película gonzo               | Join Me for a Threesome 2           |
| 2019 | Premios XBIZ | Nominada  | Mejor escena de sexo en película vignette            | Classic Porn                        |
| 2019 | Premios XBIZ | Nominada  | Mejor escena de sexo en película tabú                | Girls Under Arrest                  |
| 2020 | Premios AVN  | Nominada  | Aparición mainstream del año                         | —                                   |
| 2020 | Premios AVN  | Nominada  | Mejor escena de sexo lésbico en grupo                | R&B Diva                            |
| 2020 | Premios AVN  | Nominada  | Mejor escena de sexo POV de sexo                     | Blackmailed Tenants 2               |
| 2020 | Premios AVN  | Ganadora  | Mejor escena de sexo en realidad virtual             | The Wanking Dead: Doctor’s Orders   |
| 2020 | Premios XBIZ | Nominada  | Artista femenina del año                             | —                                   |
| 2020 | Premios XBIZ | Nominada  | Mejor actriz de reparto                              | Fuck Forever                        |
| 2020 | Premios XBIZ | Nominada  | Mejor escena de sexo en película de temática erótica | Fuck Forever                        |
| 2020 | Premios XBIZ | Nominada  | Mejor escena de sexo en película de todo sexo        | The Kitten Club                     |
| 2020 | Premios XBIZ | Ganadora  | Mejor escena de sexo en realidad virtual             | Santa's Naughty List                |
| 2021 | Premios AVN  | Nominada  | Aparición mainstream del año                         | —                                   |
| 2021 | Premios AVN  | Nominada  | Mejor escena de sexo en grupo                        | The Summoning                       |
| 2021 | Premios AVN  | Nominada  | Mejor escena de sexo lésbico en grupo                | Girlcore: The Compete Second Season |
| 2021 | Premios AVN  | Nominada  | Mejor escena de trío M-H-M                           | Penthouse Presents: Soccer Sluts    |
| 2021 | Premios XBIZ | Nominada  | Mejor escena de sexo en realidad virtual             | Halloween House Party: Pickle-Dick  |
| 2021 | Premios XBIZ | Nominada  | Mejor escena de sexo en realidad virtual             | Little Cummer Toy                   |
| 2022 | Premios AVN  | Ganadora  | Mejor escena de sexo lésbico en grupo                | We Live Together                    |